# Centro de Atividades Turísticas
O Centro de Atividades Turísticas (em chinês:  澳門旅遊活動中心) é um edifício construído em abril de 1994, para abrigar conferências e exposições e outras atividades turísticas. Situa-se na rua de Luís Gonzaga Gomes, perto do Terminal Marítimo. É parte do complexo do Fórum de Macau.

## Instalações
- Cave: Museu do Grande Prémio e Museu do Vinho
- Rés do chão: Centro de exposições.
- 1.º andar: Centro de conferências.
- 2.º andar: Centro de congressos.